# Militärkrankenhaus Percy

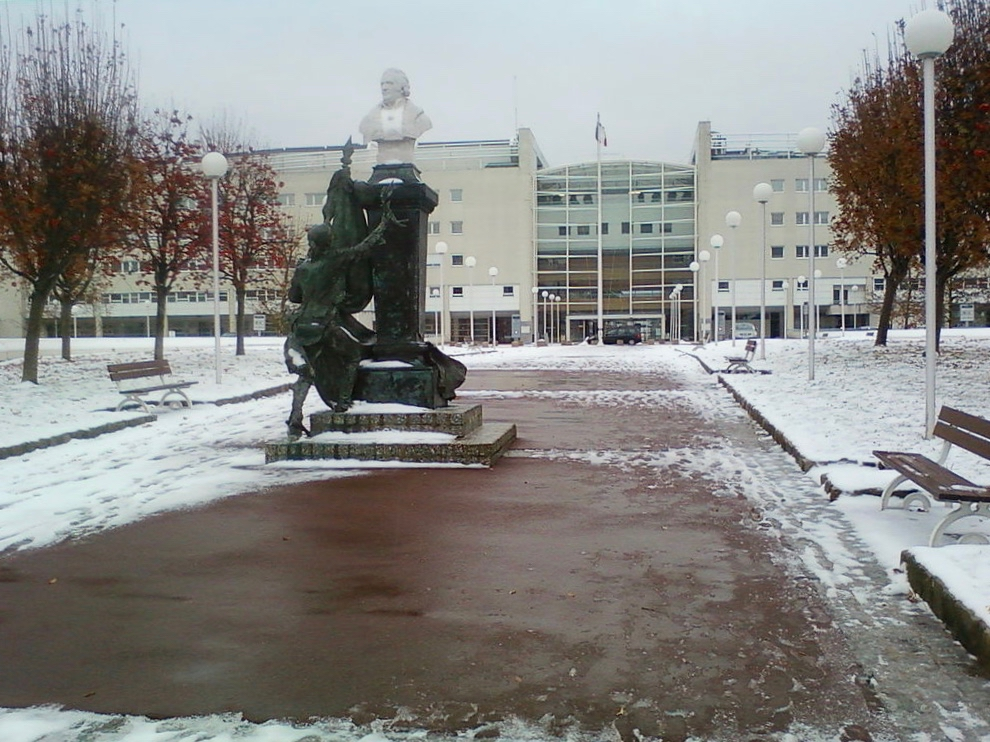
Das Krankenhaus mit einer Büste des Namensgebers

Das Hôpital d’instruction des armées Percy ist ein Militär-Krankenhaus in Clamart in der Nähe von Paris, Frankreich. Es wird von der französischen Armee betrieben und behandelt sowohl militärische als auch zivile Patienten. Namenspatron des Krankenhauses ist Pierre-François Percy, der Chirurg in der französischen Armee zur Zeit der französischen Revolution war.
Das Krankenhaus hat eine speziell ausgestattete Abteilung für Opfer von Verbrennungen und die Behandlung von radioaktiv kontaminierten Patienten.

## Prominente Patienten
Der Führer der PLO Jassir Arafat wurde hier vom 29. Oktober 2004 bis zu seinem Tod am 11. November 2004 behandelt.
Der ehemalige libanesische Minister Bassel Fleihan wurde nach dem Attentat auf den Fahrzeugkonvoi von Rafiq al-Hariri am 14. Februar 2005, bei welchem er Verbrennungen von 95 Prozent seiner Hautoberfläche erlitt, hier behandelt, erlag jedoch diesen Verletzungen nach 63 Tagen und starb am 18. April 2005.
Der Präsident Sambias Levy Mwanawasa wurde, nachdem er auf einer Konferenz in Scharm asch-Schaich in Ägypten einen Schlaganfall erlitten hatte, ins Militärkrankenhaus Percy verbracht und verstarb hier knapp zwei Monate später am 19. August 2008.